# Angelina Vunge
Angelina Vunge Manuel (Provincia de Cuanza Sur, 2 de agosto de 1978)es una activista social y política angoleña radicada en Uruguay.

## Biografía
Nació en 1978 en una aldea rural de la provincia de Cuanza Sur (Angola) en el seno de una familia humilde, y desde una temprana edad debió trasladarse constantemente con su familia a causa de la guerra civil que atravesaba su país. Junto a su madre y hermanos sufrió de violencia doméstica por parte de su padre. Asimismo, sufrió de abusos sexuales desde que tenía cuatro años por el hombre que había sido elegido por las familias como su prometido.
En 1996, a los 18 años trabaja para las Naciones Unidas (ONU), como camarera en un restaurante de Vila Espa, la zona en la que se encontraban los cascos azules; y además estaba cursando su primer año en la Facultad de Arquitectura. Allí conoció a Cristina Benítez, una militar uruguaya —miembro del contingente en misión de paz—, que le enseñó español y animó a mudarse a Uruguay, cuando Vunge le dijo que planeaba emigrar de Angola.
En 1999 a los 22 años y después de que finalizó su contrato con la ONU y de que logró reunir el dinero necesario, Vunge emigró a Uruguay. Arribó al país el 28 de noviembre de 1999, y trabajó como empleada doméstica, como cuidadora de ancianos, y como camarera en un restaurante. Fue en este último empleo en el cual conoció al abogado y dirigente político Alem García, quien le recomendó que plasmara su historia en un libro; la editorial Planeta publicó en 2013 su biografía, Angelina, las huellas que dejó Angola, escrito en colaboración con Andrea Blanqué.
En 2020 fundó la Fundación Angelina Vunge, con el objetivo de ayudar a las personas más vulnerables.

## Ámbito político
Vunge se encontraba trabajando como administrativa en la mutualista Asociación Española cuando fue reclutada por Alem García y comenzó a militar en el Movimiento Nacional de Rocha.
En 2019 se sumó a la campaña de Juan Sartori, encargándose de las reuniones sociales. En las elecciones generales de ese año fue candidata a la Cámara de Representantes, resultando electa Representante Suplente de Pablo Viana. El 14 de abril de 2021 asumió la banca, convirtiéndose en la primera diputada africana en la Asamblea General de Uruguay.

## Vida personal
El 28 de noviembre de 1999, día en que llegó a Uruguay, se estaba celebrando la segunda vuelta de las elecciones generales, en la que Jorge Batlle resultó vencedor sobre Tabaré Vázquez. Vunge acompañó a Cristina Benítez al centro de votación, y conoció a Nelson Vázquez —sobrino del candidato presidencial—, quien se ofreció a ayudarla con los trámites para adquirir residencia y posteriormente, la ciudadanía. Ambos contrajeron matrimonio y tuvieron dos hijosː Ellery (n. 2001) y Ian (n. 2005). Posteriormente se divorció.

## Libros
- Angelina, las huellas que dejó Angola - 2013 ISBN 9789974700437